# Komisariat Straży Granicznej „Międzychód”

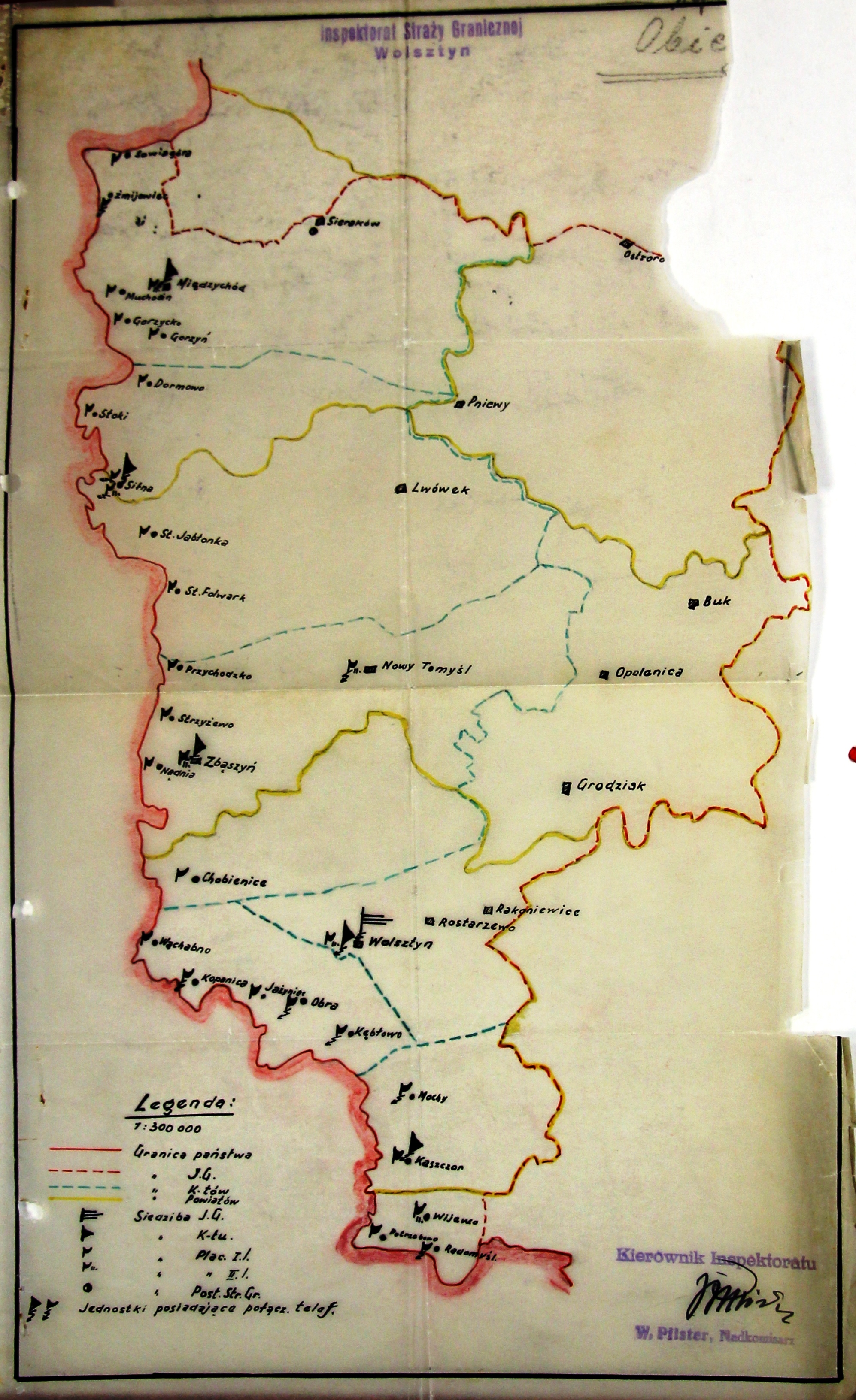
Szkic Inspektoratu Granicznego „Wolsztyn”

Komisariat Straży Granicznej „Międzychód” – jednostka organizacyjna Straży Granicznej pełniąca służbę ochronną na granicy polsko-niemieckiej w latach 1928–1939.

## Geneza
Na wniosek Ministerstwa Skarbu, uchwałą z 10 marca 1920, powołano do życia Straż Celną. Od połowy 1921 jednostki Straży Celnej rozpoczęły przejmowanie odcinków granicy od pododdziałów Batalionów Celnych. Proces tworzenia Straży Celnej trwał do końca 1922. Komisariat Straży Celnej „Międzychód”, wraz ze swoimi placówkami granicznymi, wszedł w podporządkowanie Inspektoratu Straży Celnej „Międzychód”.
W drugiej połowie 1927 przystąpiono do gruntownej reorganizacji Straży Celnej. W praktyce skutkowało to rozwiązaniem tej formacji granicznej. Rozkazem nr 3 z 25 kwietnia 1928 w sprawie organizacji Wielkopolskiego Inspektoratu Okręgowego dowódca Straży Granicznej gen. bryg. Stefan Pasławski powołał komisariat Straży Granicznej „Świechocin” z podkomisariatem „Miedzychód”, który przejął ochronę granicy od rozwiązywanego komisariatu Straży Celnej.

## Formowanie i zmiany organizacyjne
Rozporządzeniem Prezydenta Rzeczypospolitej Polskiej Ignacego Mościckiego z 22 marca 1928, do ochrony północnej, zachodniej i południowej granicy państwa, a w szczególności do ich ochrony celnej, powoływano z dniem 2 kwietnia 1928 Straż Graniczną. Do 1928 funkcjonował komisariat „Świechocin” z podkomisariatem „Międzychód”. Rozkazem nr 3 z 25 kwietnia 1928 w sprawie organizacji Wielkopolskiego Inspektoratu Okręgowego dowódca Straży Granicznej gen. bryg. Stefan Pasławski przydzielił komisariat „Świechocin” do Inspektoratu Granicznego nr 10 „Opalenica” i określił jego strukturę organizacyjną.
Już 15 września 1928 dowódca Straży Granicznej rozkazem nr 7 w sprawie organizacji Wielkopolskiego Inspektoratu Okręgowego podpisanym w zastępstwie przez mjr. Wacława Szpilczyńskiego zmieniał miejsce postoju komisariatu (Międzychód) i jego organizację. Rozkazem nr 11 z 9 stycznia 1930 reorganizacji Wielkopolskiego Inspektoratu Okręgowego komendant Straży Granicznej płk Jan Jur-Gorzechowski ustalił numer i nową organizację komisariatu.

## Służba graniczna
Komisariat w 1936 mieścił się w Międzychodzie przy ulicy Zamkowej 2. Komisariat posiadał telefon (nr 82). Ochraniał odcinek granicy państwowej długości 31,5 km od kamienia granicznego F 185 do kamienia granicznego F 371.
Przemyt na odcinku komisariatu
| Rok  | Ilość zatrzymanych osób | Wartość przemytu |
| ---- | ----------------------- | ---------------- |
| 1928 | 52                      | 64568,95 zł      |
| 1929 | 38                      | 3025,40 zł       |
| 1930 | 21                      | 1126,90 zł       |
| 1931 | 13                      | 46878,49 zł      |
| 1932 | 13                      | 27205,05 zł      |
| 1933 | 34                      | 2432,33 zł       |
| 1934 | 79                      | 174116,83 zł     |

Sąsiednie komisariaty
- komisariat Straży Granicznej „Piłka” ⇔ komisariat Straży Granicznej „Zbąszyń” − 1928
- komisariat Straży Granicznej „Piłka” ⇔ komisariat Straży Granicznej „Silna” − styczeń 1930

## Funkcjonariusze komisariatu
| Kierownicy/komendanci komisariatu | Kierownicy/komendanci komisariatu | Kierownicy/komendanci komisariatu |
| stopień                           | imię i nazwisko                   | okres pełnienia służby            |
| --------------------------------- | --------------------------------- | --------------------------------- |
| podkomisarz                       | Mieczysław Widacki                | był w 1932 –                      |
| Zastępcy komendanta komisariatu   |                                   |                                   |
| przodownik                        | Zbigniew Trojanowski ?            | 1 V 1939 –                        |
| starszy strażnik                  | Ludwik Sadlewski ?                | 1 V 1939 (s.27) -                 |

## Struktura organizacyjna
Organizacja komisariatu w kwietniu 1928:
- komenda − Świechocin
- podkomisariat Straży Granicznej „Międzychód”
- placówka Straży Granicznej I linii „Stoki”
- placówka Straży Granicznej I linii „Silna”
- placówka Straży Granicznej I linii „Trzytonie”
- placówka Straży Granicznej I linii „Muchocin”
- placówka Straży Granicznej I linii „Sterki”
- placówka Straży Granicznej II linii „Świechocin”
- placówka Straży Granicznej II linii „Lewice”
- placówka Straży Granicznej II linii „Międzychód”

Organizacja komisariatu we wrześniu 1928:
- komenda − Międzychód
- podkomisariat Straży Granicznej „Silna”
- placówka Straży Granicznej I linii „Żmijowiec”
- placówka Straży Granicznej I linii „Muchocin”
- placówka Straży Granicznej I linii „Sterki”
- placówka Straży Granicznej I linii „Stoki”
- placówka Straży Granicznej I linii „Silna”
- placówka Straży Granicznej I linii „Stara Jabłonka”
- placówka Straży Granicznej II linii „Międzychód”
- placówka Straży Granicznej II linii „Lewice”

Organizacja komisariatu w styczniu 1930:
- 1/10 komenda − Międzychód
- placówka Straży Granicznej I linii „Sowia Góra”
- placówka Straży Granicznej I linii „Żmijowiec”
- placówka Straży Granicznej I linii „Muchocin”
- placówka Straży Granicznej I linii „Gorzycko Stare”
- placówka Straży Granicznej I linii „Gorzeń”
- placówka Straży Granicznej II linii „Międzychód” ul. Zamkowa 2